# De âlde Friezen
De âlde Friezen (Os antigos Frísios) é o hino da Província da Frísia, nos Países Baixos e da Frísia Ocidental no seu todo (área que inclui a Província de Groninga e algumas partes da Holanda do Norte).
O texto é da autoria do escritor Frísio Dr Eeltsje Halbertsma (1797-1858) da aldeia de Grouw. A versão cantada actualmente é uma versão abreviada, que data de 1876, por Jacobus van Loon. Ainda que a letra não tenha tido partitura até à morte de Halbertsma (o hino foi cantado pela primeira vez em 1875 numa cerimónia comemorativa do seu trabalho), o autor pode ter ouvido muitas vezes a música que acompanharia o seu poema no futuro, já quando era estudante na Universidade de Heidelberga Ruprecht Karl, já que pertencia a uma canção estudantil (Vom hoh'n Olymp) de Heinrich Christian Schnoor que se tornou, desde então, suporte musical para diversos textos em língua alemã a partir da década de 1790.
A canção foi adoptada como hino frísio pela Selskip foar Frysk taal en Skriftekennisse (Sociedade para a Língua e Literatura Frísia) através dos esforços do político, escritor e poeta Pieter Jelles Troelstra (1860-1930), servindo de hino não oficial da Frísia a partir desse momento.